# Neferkara III
Neferkara (III) (fl. XXII o XXI secolo a.C.) è stato un sovrano egizio appartenente alla IX dinastia.

## Biografia
L'estrema scarsezza di fonti storicamente affidabili rende difficoltosa la conoscenza dei sovrani delle dinastie IX e X; solo il Canone Reale, peraltro frammentario, fornisce qualche dato a cui si affiancano alcuni riscontri archeologici.
Neferkara (III) è noto solamente attraverso il Canone Reale.
Questo sovrano, principe di Eracleopoli, potrebbe essere il Neferkara, citato nei testi di Ankhtifi che avrebbe guidato le truppe del nomo di Eracleopoli contro Edfu e Tebe governata da Antef I (XI dinastia).
Il Primo periodo intermedio fu caratterizzato dal frazionamento dell'Egitto circostanza che comportò la presenza di più sovrani regnanti nello stesso tempo. È probabile che le dinastie IX, e X, e parzialmente anche la XI, siano contemporanee.

## Liste Reali
|            | \| \| \| non citato \| \| \| |
|            |                              |
| non citato |                              |
|            |                              |

|            |
| non citato |
|            |

|            | \| \| \| non citato \| \| \| |
|            |                              |
| non citato |                              |
|            |                              |

|            |
| non citato |
|            |

| N5 | nfr | kA | Z1 | G7 |

| N5 | nfr | kA | Z1 | G7 |

| N5 | nfr | kA | Z1 | G7 |

| N5 | nfr | kA | Z1 | G7 |

| N5 | nfr | kA | Z1 | G7 |

| N5 | nfr | kA | Z1 | G7 |

| N5 | nfr | kA | Z1 | G7 |

| N5 | nfr | kA | Z1 | G7 |